# Аксютівське газоконденсатне родовище
Аксютівське газоконденсатне родовище — дрібне родовище у Зміївському районі Харківської області.

## Опис
Відноситься до Північного борту нафтогазоносного району Східного нафтогазоносного регіону України.
Родовище відкрила в 2005-му році компанія «Укргазвидобування», при цьому того ж десятилітті тут було пробурено ще дві свердловини.
Структура є тектонічно та літологічно екранованою. Поклади вуглеводнів пов'язані із породами нижнього карбону. Запаси родовища оцінюються в 171 млн м3.
Родовище ввели в розробку в 2009 році. Видобуті вуглеводні надходять до установки комплексної підготовки газу, яка здатна приймати 0,3 млн м3 на добу. Підготована продукція подається по перемичці діаметром 89 мм до газопроводу Шебелинка – Харків.